# Erich von Däniken
Erich Anton Paul von Däniken (ur. 14 kwietnia 1935 w Zofingen) – szwajcarski pisarz i publicysta, autor pseudonaukowych koncepcji wpływu istot pozaziemskich na życie ludzi w czasach przedhistorycznych (tzw. paleoastronautyka).

## Życiorys
Däniken uczył się w Kolegium św. Michała we Fryburgu. Następnie pracował jako dyrektor hotelu, w wolnych chwilach poświęcając się swojej pasji.
Od 1968 roku wydaje książki, w których sugeruje, że Ziemia w ciągu tysiącleci była odwiedzana przez kosmitów, po których pozostały liczne ślady. Autor twierdzi, że wiele budowli i znalezisk, pochodzących z dawnych epok, nie mogło być wykonanych znaną wówczas prymitywną techniką, co sugeruje, że nasi przodkowie musieli korzystać z wiedzy przekazanej im przez pozaziemską cywilizację. Przykładami, zdaniem Dänikena, są Stonehenge, piramidy w Egipcie itp.

## Paleoastronautyka
Swoje hipotezy Däniken popiera m.in. następującymi argumentami: opis zburzenia Sodomy i Gomory (Rdz 19) może być opisem wybuchu bomby atomowej, objawienie Ezechiela (Ez 1) może być opisem lądowania statku kosmicznego itd. Podobne opisy zawierają również inne dzieła – indyjskie (Mahabharata), mezopotamskie (Epos o Gilgameszu) i inne. We wszystkich tych opisach, zdaniem Dänikena, kosmici widziani są przez prymitywnych ludzi jako bogowie, którzy przybyli z gwiazd. Opisuje też kult cargo, gdy amerykańscy żołnierze widziani byli przez mieszkańców wysp Pacyfiku jako boskie istoty, od których można było uzyskać tajemnicze podarki. Po wielu latach można było potem napotkać świątynie ku czci tych nowych bogów, budowane na wzór lotnisk polowych.
Oprócz źródeł pisanych, które można wieloznacznie rozumieć i tłumaczyć, sporo poszlak zawierają rysunki i rzeźby. Przykładowo, na pustyni Nazca (Ameryka Południowa) znajdują się dokładne rysunki, wyryte w płaskim i twardym gruncie, które jednak są widoczne dopiero ze znacznej wysokości. Oczywiście, kiedy powstawały te rysunki, nie było możliwe dla twórców obejrzenie dzieła, a więc jest ono – zdaniem Szwajcara – pozostałością po dawnym kulcie cargo powstałym po lądowaniu pojazdu kosmicznego.
Kultura Ameryki Południowej zawiera wiele innych dziwnych rysunków, które zdaniem Dänikena przedstawiają: rakiety, postacie w tajemniczych hełmach, dinozaury, czy wreszcie transplantację serca dokonywaną przez starożytnego chirurga.

## Sukces
Teorie pisarza zdobyły wielką popularność wśród czytelników na całym świecie. Jego książki przetłumaczono na ponad trzydzieści języków, a łączny nakład przekroczył 60 milionów egzemplarzy (stan na 1999). Nakręcono również serial telewizyjny, oparty na książkach Dänikena. W Polsce dużą popularność zdobyła seria komiksowa Według Ericha von Danikena (scenariusz Arnold Mostowicz i Alfred Górny, rysunki Bogusław Polch).
W 2003 roku w szwajcarskim Interlaken otwarty został park rozrywki, którego celem jest propagowanie poglądów Dänikena.

## Krytyka
Stosunek nauki do tez Dänikena jest zdecydowanie krytyczny. Jego poglądy są zbliżone do poglądów Zecharii Sitchina i również uznawane za pseudonaukowe. Obszerną krytykę twierdzeń Dänikena wraz z omówieniem przykładów jego błędnych dowodów przedstawia szereg publikacji naukowych oraz popularnonaukowych.

## Książki przetłumaczone na język polski
Lata 60 XX w.
- Wspomnienia z przyszłości (Erinnerungen an die Zukunft, 1968)
- Z powrotem do gwiazd (Zurück zu den Sternen, 1969), tł. Ryszard Turczyn (1993), ISBN 83-900204-6-7

Lata 70 XX w.
- Siejba i Kosmos (Aussaat und Kosmos, 1972)
- Mój świat w obrazach (Meine Welt in Bildern, 1973)
- Objawienia (Erscheinungen, 1974)
- Dowody (Beweise, 1977)
- W krzyżowym ogniu pytań (Im Kreuzverhör, 1978)
- Prorok przeszłości (Prophet der Vergangenheit, 1979)

Lata 80 XX w.
- Podróż na Kiribati (Reise nach Kiribati, 1981)
- Strategia bogów (Strategie der Götter, 1982)
- Kocham cały świat (Ich liebe die ganze Welt, 1983)
- Dzień w którym przybyli bogowie (Der Tag an dem die Götter kamen, 1984)
- Czy się myliłem (Habe ich mich geirrt?, 1985)
- Wszyscy jesteśmy dziećmi bogów (Wir alle sind Kinder der Götter, 1987)
- Oczy Sfinksa (Die Augen der Sphinx, 1989)
- Kosmiczne ślady (Kosmische Spuren, 1989)

Lata 90 XX w.
- Ślady istot pozaziemskich (Die Spuren der Ausserirdischen, 1990)
- Kosmiczne miasta w epoce kamiennej (Die Steinzeit war ganz anders, 1991)
- Zagadki w dawnej Europie (Die Rätsel im alten Europa, 1991)
- Szok po przybyciu bogów (Der Götter-Schock, 1992)
- Nowe kosmiczne ślady (Neue kosmische Spuren, 1992)
- Śladami wszechmogących (Auf den Spuren der Allmächtigen, 1993)
- Dziedzictwo Kukulcana (Das Erbe von Kukulkan, 1993)
- Antyczni kosmonauci (Raumfahrt im Altertum, 1993)
- Przesłania i znaki z Kosmosu (Botschaften und Zeichen aus dem Universum, 1994)
- Obcy z Kosmosu (Fremde aus dem All, Kosmische Spuren: neue Funde, Entdeckungen, Phänomene, 1995)
- Dzień Sądu Ostatecznego trwa od dawna (Der jüngste Tag hat längst begonnen – die Messiaserwartung und die Außerirdischen, 1995)
- Scheda po bogach (Das Erbe der Götter, 1997)
- Znaki z przeszłości (Zeichen für die Ewigkeit – das Rätsel Nazca, 1997)
- W imieniu Zeusa (Im Namen von Zeus, 1999)

XXI wiek
- Bogowie byli astronautami (Die Götter waren Astronauten, 2001)
- Demaskowanie demaskatorów (Falsch informiert, 2007)
- Poszukiwacze zaginionej wiedzy. Na tropach zakazanej archeologii (Jäger Verlorenen Wissens, 2008)
- Zmierzch bogów (Götterdämmerung, 2009)
- Pozdrowienia z epoki kamiennej (Grüße aus der Steinzeit – Wer nicht glauben will, soll sehen!, 2010)
- Kosmiczne Tajemnice Majów (Was ist falsch im Maya-Land? – Versteckte Technologien in Tempeln und Skulpturen, 2011)
- Nieprawdopodobne budowle cywilizacji śródziemnomorskiej (Der Mittelmeerraum und seine mysteriöse Vorzeit, 2012)
- Ciekawość zakazana! (Neugierde verboten! Fragen-Funde-Fakten, 2014)
- Nowe wspomnienia z przyszłości. Bogowie nigdy nas nie opuścili. (2018)